# آن هاريس (صحفية)
آن هاريس (بالإنجليزية: Anne Harris) هي صحفية أيرلندية، ولدت في 25 أغسطس 1947.